# Jean-Eudes Augustin
Jean-Eudes Augustin est un physicien expérimentateur français qui est connu pour ses travaux en physique des particules. Il a aussi participé à différents comités scientifiques.

## Biographie
Travaillant pour le Centre de l'accélérateur linéaire de Stanford (SLAC) aux États-Unis, Jean-Eudes Augustin a participé à la création et à l'exploitation des premiers anneaux collisionneurs électrons-positrons. C'est dans ce centre de recherche qu'il participe à la mise en route de l'accélérateur SPEAR qui a permis la découverte du méson J/Ψ.
Plus tard en France, il contribue à l'instrumentation et à l'analyse d'expériences se déroulant au laboratoire de l'accélérateur linéaire du campus d'Orsay, ainsi qu'au CERN.
Il a présidé l'European Committee for Future Accelerators (ECFA) qui s'est penché sur le futur LHC,. Il a ensuite participé à un comité chargé de choisir la technologie d'un futur collisionneur à électrons et positrons.
En 2007, il a reçu le prix Félix-Robin.